# Japonské malířství
Dnešní japonské malířství čerpá z tvorby starých japonských umělců různých malířských škol.

## Škola Tosa
První malířské školy byly ovlivněny uměním čínským a indickým. Vzorem pro japonské malíře byla zejména díla malířů z období čínské dynastie Tchang. Až v 11. a 12. století vznikla malířská škola Tosa, představující umění čistě japonské. Rozkvět školy Tosa pokračoval ve století 14. a 15. V tomto období vzniká nová renesance čínského umění v období čínské dynastie Sung. Toto nové čínské umění ovlivnilo japonské malíře 15. století. Pro školu Tosa jsou typické dlouhé svitky zvané makimono, s tématy bitevních výjevů, dobrodružných příběhů, či ukazující scény ze života u dvora nebo ze života světců. Spojují dekorativní tendence s narativním líčením. V roce 1397 se šógun Ašikaga Jošimicu vzdal vlády a uchýlil se do Kjóta, do Zlatého pavilónu Kinkakudži. Soustředil kolem sebe okruh básníků, filosofů a dalších umělců ve snaze oživit staré čínské umění. Vznikly dvě malířské školy nového hnutí, pojmenovaných podle osobností, které je vedly.
- Škola Šúbúnova zvaná čínská
- škola Sesšúova
- škola Kanó, kterou založil Kanó Masanobu (1434–1530).

## Umělci sekty Zen
Téměř všichni japonští malíři v tomto období byli členy buddhistiské sekty Zen. Filosofie této sekty upřednostňovala touhu ducha po svobodě a kladla důraz na hloubku náboženského citu proti přejaté formálnosti buddhismu. Umělci Zen nepoužívali bohaté efekty, snažili se o rychlou malířskou zkratku. A protože tah štětce zanechává na plátně nebo na papíře nezměnitelnou stopu, bylo potřeba pracovat rychle a bez chyb. Styl školy Kanó rozvíjel Masanobuův syn Motonobu. Motonobu se snažil vtisknout klasickému stylu čínského umění osobitý japonský výraz. Toto se podařilo jeho vnukovi Eitoku.

## Škola Kanó
Škola Kanó se stala nejvýznamnější japonskou malířskou školou. Představovala japonské malířství až do 18. století. Tato škola byla velmi pružná, velmi aktivní a také velmi životná. Masanobu vytvářel křehké, oduševnělé krajiny. V nekonečnu těchto krajin meditují čínští filosofové. Styl školy Kanó má kaligrafický charakter, oceňuje krásu a pádnost rukopisu pro jeho vlastní hodnoty. Tento styl dále rozvíjel Masanobuův syn Motonobu. Přiblížit klasický čínský styl japonskému výrazu se podařilo Motonobuovu vnukovi Eitokuovi. Kanó Eitoku byl výraznou osobností v období Momojama, nazvaného podle stejnojmenného hradu, který postavil Hidejoši Tojotomi. Hidejoši miloval přepych, rozměrná plátna, nástěnné dekorace plné zářivého koloritu. Eitoku převzal kolorit čínských mistrů období dynastie Ming a spojil ho s jemností a vkusem malířské tradice z doby vlády klanu Ašikaga. Zobrazoval příběhy čínských hrdinů, tygry, ptáky s nádherným peřím, fantastické bytosti. K novému směru, který se vracel k zobrazování skutečnosti, položil základ Motonobuův syn Hidejori, jehož tvorba ukazovala každodenní život a jeho starosti. Tento směr se vyvinul ve školu ukijo-e.

## Školaukijo-e
Na Hidejoriho navázal Matabei, který je pokládán za zakladatele školy ukijo-e. Ke škole ukijo-e patřily výrazní představitelé japonského barevného dřevorytu 18. století: Harunobu Suzuki, Utamaro Kitagawa, Kacušika Hokusai a další. Japonský barevný dřevoryt 18. století ovlivnil i francouzské malířství osmdesátých let 19. století. Pro Evropany představuje vrchol japonského malířství barevný dřevoryt ukijo-e. Největším malířem této školy je považován Hokusai. K tradici japonské kaligrafie se vrací i moderní japonské malířství 20. století.